# Mateo Sierra Bardají
Mateo Sierra Bardají (Terrassa, 30 de desembre de 1936 - 31 de enero de 2025) fue un polític socialista espanyol. Ha treballat com agricultor i ha estat president de la Cambra Agrària de l'Alt Aragó. Militant del PSOE, fou escollit senador per la província d'Osca a les eleccions generals espanyoles de 1982. Fou vocal de la Comissió d'Agricultura i Pesca i de la Comissió Especial d'Investigació de les Inundacions de Llevant.
Posteriorment fou elegit diputat a les eleccions al Parlament Europeu de 1987 i 1989. De 1989 a 1992 fou vicepresident de la Delegació per a les relacions amb Austràlia i Nova Zelanda. Entre 2000 i 2007 fou nomenat director de l'Oficina del Govern d'Aragó a Brussel·les i membre del Comitè de les Regions de la Unió Europea. Falleció en 31 de enero de 2025.